# NGC 1474
NGC 1474 est une galaxie spirale barrée située dans la constellation du Taureau. NGC 1474 a été découverte par l'astronome allemand Albert Marth en 1864. Cette galaxie a aussi été observée par l'astronome français Stéphane Javelle le 21 décembre 1903 et elle a été ajoutée à l'Index Catalogue sous la cote IC 2002.

## Caractéristiques
Sa vitesse par rapport au fond diffus cosmologique est de 5 092 ± 9 km/s, ce qui correspond à une distance de Hubble de 75,1 ± 5,3 Mpc (∼245 millions d'al).
La classe de luminosité de NGC 1474 est I et elle présente une large raie HI. C'est aussi une galaxie du champ, c'est-à-dire qu'elle n'appartient pas à un amas ou un groupe et qu'elle est donc gravitationnellement isolée. De plus, NGC 1474 est possiblement une galaxie à noyau actif (AGN ?).